# تی‌آروی تروالی (۸۰۲)
تی‌آروی تروالی (۸۰۲) (به انگلیسی: TRV Trevally (802)) یک کشتی است که طول آن ۲۶٫۸ متر (۸۸ فوت) می‌باشد.